# 南春野テレビ中継局
南春野テレビ中継局（みなみはるのテレビちゅうけいきょく）は、静岡県浜松市天竜区に置かれているテレビの中継局。

## 所在地
- 浜松市天竜区春野町堀之内（若見裏山）[1][2][3]

## 中継局概要

### デジタルテレビ放送
| リモコン 番号 | 放送局名            | チャンネル 番号 | 空中線 電力 | ERP   | 偏波面   | 放送対象地域 | 放送区域 内世帯数 | 運用開始日    |
| ------------- | ------------------- | --------------- | ----------- | ----- | -------- | ------------ | ----------------- | ------------- |
| 1             | NHK静岡 総合        | 44              | 300mW       | 910mW | 水平偏波 | 静岡県       | 約370世帯         | 2010年2月22日 |
| 2             | NHK静岡 教育        | 32              | 300mW       | 870mW | 水平偏波 | 全国         | 約370世帯         | 2010年2月22日 |
| 4             | SDT 静岡第一テレビ  | 48              | 300mW       | 910mW | 水平偏波 | 静岡県       | 約370世帯         | 2010年2月22日 |
| 5             | SATV 静岡朝日テレビ | 46              | 300mW       | 990mW | 水平偏波 | 静岡県       | 約370世帯         | 2010年2月22日 |
| 6             | SBS 静岡放送        | 51              | 300mW       | 990mW | 水平偏波 | 静岡県       | 約370世帯         | 2010年2月22日 |
| 8             | SUT テレビ静岡      | 49              | 300mW       | 990mW | 水平偏波 | 静岡県       | 約370世帯         | 2010年2月22日 |

#### 放送エリア
- 浜松市天竜区（旧・春野町）の一部[2][3]

#### 歴史
- 2010年
  - 1月14日 - 予備免許交付[2]
  - 1月18日 - 試験放送開始
  - 2月18日 - 本免許交付[3]
  - 2月22日 - 本放送開始[1]

### アナログテレビ放送
| チャンネル 番号 | 放送局名            | 空中線 電力       | ERP                 | 偏波面   | 放送対象地域 | 放送区域 内世帯数 | 運用開始日     | 放送終了日    |
| --------------- | ------------------- | ----------------- | ------------------- | -------- | ------------ | ----------------- | -------------- | ------------- |
| 1               | NHK静岡 総合        | 映像1W/ 音声250mW | 映像3.5W/ 音声890mW | 水平偏波 | 静岡県       | 約-世帯           | 1967年12月16日 | 2011年7月24日 |
| 3               | NHK静岡 教育        | 映像1W/ 音声250mW | 映像3.6W/ 音声910mW | 水平偏波 | 全国         | 約-世帯           | 1967年12月16日 | 2011年7月24日 |
| 11              | SBS 静岡放送        | 映像1W/ 音声250mW | 映像3.3W/ 音声830mW | 水平偏波 | 静岡県       | 約-世帯           | 1967年12月16日 | 2011年7月24日 |
| 31              | SDT 静岡第一テレビ  | 映像3W/ 音声750mW | 映像12W/ 音声3W     | 水平偏波 | 静岡県       | 約-世帯           | 1985年8月7日   | 2011年7月24日 |
| 33              | SATV 静岡朝日テレビ | 映像3W/ 音声750mW | 映像12W/ 音声3W     | 水平偏波 | 静岡県       | 約-世帯           | 1985年8月7日   | 2011年7月24日 |
| 35              | SUT テレビ静岡      | 映像3W/ 音声750mW | 映像13.5W/ 音声3.4W | 水平偏波 | 静岡県       | 約-世帯           | 1977年12月17日 | 2011年7月24日 |

- 全局2011年7月24日の正午をもって放送終了し、デジタルテレビ放送に完全移行した。